# Dia Nacional do Mar
O Dia nacional do Mar é uma data comemorativa da Convenção das Nações Unidas sobre o Direito do Mar (CNUDM), que entrou em vigor a 16 de novembro de 1994, tendo sido ratificada por Portugal a 14 de outubro de 1997. Um ano mais tarde, em 1998, o dia 16 de novembro foi instituído pela Resolução de Conselho de Ministros nº 83/1998, de 10 de julho, como o Dia Nacional do Mar. 